# トロイ・シヴァン
トロイ・シヴァン・メレット (Troye Sivan Mellet、[trɔɪ sɪˈvɑːn]; 1995年6月5日生まれ)は、オーストラリアのシンガーソングライター、俳優、YouTuber。

## 生い立ち
シヴァンは南アフリカ共和国のヨハネスブルグ生まれで、主婦で元モデルのローレル・メレット ("Laurelle Mellet"）と、事業家で宅地建物取引業を営む シャウン・メレット ("Shaun Mellet") の子である。 シヴァンは 西オーストラリア州 パースで両親と3人の兄弟ととも育った。彼はユダヤ教正統派の家庭で育つ（父親はリトアニアのユダヤ人の家に生まれ、母親はユダヤ教に回心している）が、彼自身は敬虔な信徒ではないと言っている。彼は2009年までパースにあるカーメルスクール（現代正統派ユダヤ教の私設学校）に通い、その後は遠隔教育を受けた。

## 音楽活動
シヴァンの音楽の経歴は、2006年から2008年にパースの放送局のテレソン (Channel Seven Perth Telethon) に出たことから始まる。
2007年にはスターサーチ(Star Search)のファイナリストになっており、初のEP "Dare to Dream"を発表。
2013年6月5日にはシヴァンはユニバーサル ミュージック グループのEMIオーストラリアと契約を結んだが、1年ほどの間は秘密にしていた。
2014年7月25日に初のメジャー・シングル "Happy Little Pill"を発表し、続けて2014年8月15日に、5つの楽曲を入れたEP盤 "TRXYE" をリリースした。 "TRXYE"は55以上の国においてiTunesの第1位を飾ることとなった。また、 Billboard 200では発表翌週に第5位に入り、初のトップ10入りを果たした。シングルの"Happy Little Pill"もARIAシングルチャートで最高10位になり、オーストラリアレコード産業協会から35.000万枚の売り上げによってゴールドの称号を受けた。
タイムは、「2014年に最も影響を与えたティーン25人」の一人に シヴァンを選んだ。
2015年9月4日には2枚目のEP盤"Wild"を発売し、"Wild"、"Fools"、"Talk Me Down"の3つの楽曲に対して "Blue Neighbourhood" と題したミュージックビデオ3部作が作られ（2015年9月〜2015年12月）、加えて、このEP盤は2015年12月4日にリリースされた彼の初のスタジオアルバムである "Blue Neighbourhood"の原型にもなった。
2017年5月26日には マーティン・ギャリックスとコラボレーションして "There for You"を制作した。
2018年1月10日、シングル "My My My!"をリリース。同時にミュージックビデオも発表した。 NPR Musicはこれを「性的欲望の伝染性の賛美」と評した。"My My My!"はビルボードのダンスクラブソングチャートで2度目のナンバーワンシングルに輝いた。
2枚目のスタジオ・アルバム『Bloom』 はオーストラリアで第3位、Billboard 200では第4位を記録。アルバムは当時のボーイフレンドであるアメリカ人モデル ヤコブ・ビクセンマン (Jacob Bixenman)に触発されたものである。表題曲は肛門性交における陰茎を挿入される側について歌った曲である。
同年、シヴァンはゴールデングローブ賞の主題歌賞にノミネートされた。これは、映画「ある少年の告白」のために作った"Revelation"が対象であった。。この曲は、アカデミー歌曲賞でもノミネートされている。
更に10月には、イギリスのシンガーソングライター チャーリーXCXとコラボレートして、シングル"1999"を発表する。次のコラボレーション曲である"2099"は、2019年6月6日に2人のアーティストのLAプライドイベント"Go West Fest"で発表され、 この曲はチャーリーの"Charli"のプロモーション・シングルとして2019年9月10日にリリースされた。
2020年2月16日、韓国のバンド BTSの新アルバム "Map of the Soul: 7"に含まれる曲 "Louder Than Bombs"を共同で制作することが発表された。これは、BTSとの初のコラボレーションとなる。
4月1日にはシヴァンの5枚目のEP盤 "In a Dream"からの初シングル "Take Yourself Home"がリリースされる。コロナ禍の中、彼はこのシングルのビジュアルアートをフリーランスのアーティストたちと作った。インスタグラムで知り合ったアーティストたちとは、シングルに合わせたTシャツを作成し、全ての収益金がWHOの新型コロナ対策基金と Spotifyの新型コロナ救済音楽プロジェクトに寄付された。7月15日、"In a Dream"からのシングルとして "Easy"がリリースされることが発表され、2020年8月21日にリリースされた。
12月には、シヴァンはローリングストーン・オーストラリアの「史上最も偉大な50人のオーストラリア人アーティスト」の一人に選ばれた。

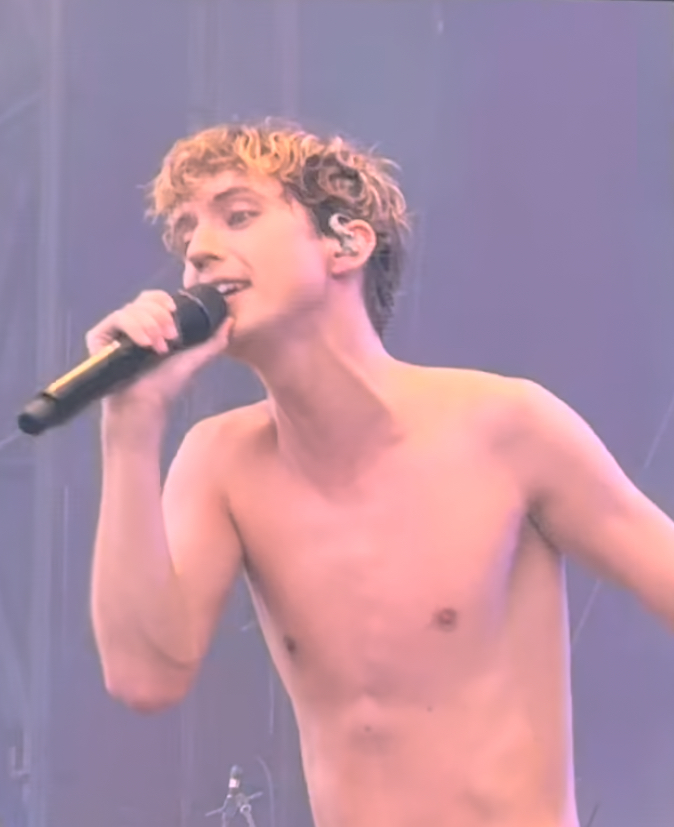
2024年

2023年、ゲイ・クラブでの自身の体験を基にした "Rush" を発売。ミュージックビデオではセックスをテーマに過激な濡れ場があるほか、続いて発売されたシングル"Got Me Started"のミュージックビデオではフルヌードを披露。
同年の"One Of Your Girls"のミュージックビデオではロス・リンチが出演。女装したシヴァンと絡むビデオが話題となった。2024年のトロイのツアーのロンドン公演にはロスがゲスト出演し、トロイとロスがそれぞれ互いの首筋を舐めたり、ロスが服を脱ぐなどMVを彷彿とさせる濃厚な絡みを披露した。
"One Of Your Girls"のリリースと同時にアルバム『Something to Give Each Other』を発表、先行して7月に公開されたアルバム・ジャケットでは裸の男性の脚に挟まれて笑顔のシヴァンの姿が話題を呼んだ。
2025年にはプライド誌のインタビューに答え、次のアルバムが「セックス」にインスパイアされたものになると明かした。

## 俳優
俳優としては、X-MENシリーズのウルヴァリン:X-MEN ZERO(2009)で、若い頃のウルヴァリンを演じた他、Spud三部作では主役を演じた。
2007年、シヴァンはオリバー!のオリバー・ツイスト役をリーガル劇場で演じた。2008年には西オーストラリアの短編映画 "Betrand the Terrible" に出演した。2008年2月、ウルヴァリン:X-MEN ZEROで若い頃のジェームズ・ハウレットの役を演じる。シヴァンはテレソンでの活動の様子をYouTubeに投稿していたが、それがハリウッドの人の目に止まり、シヴァンにオーディション用のビデオを送らせることになったのが、映画の役を得るきっかけであった。元々はコディ・スミット＝マクフィーがその役を演じることになっていたが、彼が出る他の映画 "ザ・ロード" との関係で出演できなくなっていた。。2009年7月、南アフリカ人 ジョン・ヴァン・デ・ルート (John van de Ruit)による著作 "Spud"を元にした映画 "Spud"の主役のオーディションに合格した。その撮影は南アフリカで2010年の3月初旬から4月中旬にかけて行なわれた。この映画は南アフリカで2010年12月3日に封切られ、"South African Film and Television Awards"で最優秀主演賞を含む6つの部門でノミネートされた。
シヴァンはサミュエル・ベケットによる不条理劇「ゴドーを待ちながら」の西オーストラリア公演（2010年5月28日開幕）に出演した。その公演の"Boy"の役は、シヴァンとクレイグ・ハイドスミス (Craig Hyde-Smith)が交代で演じた。2012年6月には、シヴァンは南アフリカに戻り、映画 "Spud 2: The Madness Continues"に出演した。この映画は2013年6月21日に南アフリカで封切られた。さらに、"Spud"シリーズの第3作である"Spud 3: Learning to Fly"（2014年11月28日封切）にも主演した。
2018年には映画『ある少年の告白』に出演した。

## YouTube
YouTuberとしては、定期的にVlogをアップロードし、2019年には700万登録と総アクセス数12億以上を得るに至る。
シヴァンは2007年頃からビデオ共有サイトであるYouTube上に歌をアップロードしていたが、2012年の9月にブイログを作り始めた。最初のブイログを投稿した時、シヴァンにはそれまでの5年間の間に獲得していた27,000人の登録者があった。2016年4月には登録者数は4百万人を超え、2億4千万回を超える再生数になった。彼のYouTubeチャンネルはオーストラリアで8番目に多くの登録者を持っている。
シヴァンが仲の良いYouTuberのタイラー・オークレイ (Tyler Oakley)と一緒に作成した "The 'Boyfriend' Tag"というタイトルの作品は、2014年の「ティーンが選んだWebアワード」でコラボ部門に選ばれた。

## 音楽性
シヴァンが好むアーチストは、エイミー・ワインハウス、テイラー・スウィフト、ロードなどがおり。MTV Artistsは、マイケル・ジャクソンとフランク・オーシャンにも影響を受けていると評している。更に雑誌 "Wonderland"とのインタビューで「僕が聴いて育った曲の中で、僕自身をゲイだと感じさせてくれたのは、ほとんどがシェール、マドンナ、マイリー、ロビン、レディー・ガガといったストレートの女性でした。彼女らは僕のゲイ・アイコンで、少し不思議な気がします。僕はもっと同性愛の音楽を聴いて育ちたかったと思います。」と話した。
シヴァンの音楽はEDMの影響を常に受けているレイヤード・エレクトロポップと評されている。そのバリトンボイスは、広く称賛されており、彼の作品はロードやテイラー・スウィフトの作品と比較されるようになっている。

## 私生活
シヴァンは、家族へカミングアウトした3年後の2013年8月7日に、YouTubeに投稿したビデオの中でゲイであることを公表した。
2023年のインタビューではセックスに対して心境の変化から以前ほどシリアスにならなくなり、より性的欲求に肯定的になったと語った。
ゲイ向けデートアプリに向けた企画の中で「タップ・アンド・ブロック」のゲームをおこなったシヴァンは「ホテルでのセックスはアリか？」という質問に対してダンサー達とともに「イエス」と答え、その理由を「ホテルでセックスしなかったら、7か月間禁欲することになる。それってクレイジーな事。」と答え、相手が毛深い場合についても肯定的であった。
ゲイ・アイコンと呼ばれることもあるが、本人はそう言われることをあまり喜んでいない。
軽度のマルファン症候群を患っている。

## 映像作品

### 映画
| 年   | タイトル                      | 役                             | Notes      |
| ---- | ----------------------------- | ------------------------------ | ---------- |
| 2009 | ウルヴァリン:X-MEN ZERO       | 若い頃のジェームズ・ハウレット |            |
| 2010 | Betrand the Terrible          | Ace                            | Short film |
| 2010 | Spud                          | John "Spud" Milton             |            |
| 2013 | Spud 2: The Madness Continues | John "Spud" Milton             |            |
| 2014 | Spud 3: Learning to Fly       | John "Spud" Milton             |            |
| 2018 | ある少年の告白                | Gary                           |            |

### テレビ
| 年        | タイトル                                   | Notes                           |
| --------- | ------------------------------------------ | ------------------------------- |
| 2006–2008 | Channel Seven Perth Telethon               | オープニング                    |
| 2007      | Star Search                                | ファイナリスト                  |
| 2015      | The Tonight Show Starring Jimmy Fallon     | 音楽ゲスト                      |
| 2016      | The Ellen DeGeneres Show                   | Ellenの誕生日のスペシャルゲスト |
| 2016      | The Late Late Show with James Corden       | 音楽ゲストとインタビュー        |
| 2016      | The Tonight Show Starring Jimmy Fallon     | 音楽ゲスト                      |
| 2018      | The Ellen DeGeneres Show                   | 音楽ゲストとインタビュー        |
| 2018      | サタデー・ナイト・ライブ                   | 音楽ゲスト                      |
| 2019      | RuPaul's Drag Race                         | シーズン11のゲスト審査員        |
| 2019      | ケイシー・マスグレイヴスのクリスマスショー | 音楽ゲスト                      |

### 舞台
| 年   | タイトル           | 役           | 注釈                  |
| ---- | ------------------ | ------------ | --------------------- |
| 2007 | オリバー!          | Oliver Twist | 王立劇場              |
| 2010 | ゴドーを待ちながら | Boy          | His Majesty's Theatre |

## ディスコグラフィー
- Blue Neighbourhood (2015)
- Bloom (2018)
- Something to Give Each Other (2023)

## ツアー
- Troye Sivan Live (2015)
- Blue Neighbourhood Tour (2016)
- Suburbia Tour (2016)
- The Bloom Tour (2018–2019)